# Left 4 Dead 2
Left 4 Dead 2 és un videojoc de trets en primera persona del 2009 desenvolupat i publicat per Valve. La seqüela de Left 4 Dead (2008) i el segon joc de la sèrie Left 4 Dead, va ser llançat per a Microsoft Windows i Xbox 360 el novembre de 2009, Mac OS X l'octubre de 2010 i Linux el juliol de 2013.